# 고타치정
고타치정(甲立町)은 히로시마현 다카타군에 있던 정이다. 현재의 아키타카타시, 미요시시의 일부에 해당한다

## 역사
- 1889년 4월 1일 - 정촌제 시행에 의해 다카타군 고타치촌이 촌제를 시행해 발족하였다.
- 1926년 1월 1일 - 정으로 승격해 고타치정이 되었다.
- 1956년 9월 30일 - 오다촌과 합병해 고다정이 신설하여 폐지되었다.

## 교통

### 철도
- 일본국유철도
  - 게이비선

## 참고문헌
- 가도카와 일본 지명 대사전 34 広島県
- 『市町村名変遷辞典』東京堂出版、1990年。